# غالاكسي ليدر
غالاكسي ليدر (بالإنجليزية: Galaxy Leader)‏ سفينة دحرجة صنعت سنة 2002 في مدينة غدينيا البولندية. مملوكة للشركة اليابانية نيبون يوشن كايشا وشركة راي لنقل البضائع، التي يملك جزأ منها رجل الأعمال الإسرائيلي أبراهام أونغار.
في سنة 2023، إستولى الحوثيون على الناقلة ردا على عدوان قوات الإحتلال الإسرائيلي على قطاع غزة.